# The beekeeper
The Beekeeper es el noveno álbum de estudio de la cantante y compositora estadounidense Tori Amos, fue lanzado el 21 de febrero de 2005 en Europa y Australia y al día siguiente en USA y Canadá en la discográfica Epic Records. 
The Beekeeper fue grabado y autoproducido por Tori Amos en su estudio de Reino Unido, Martian Engineering. En canciones como «Sweet the Sting», «Sleeps with Butterflies» y «Ribbons Undone», Tori incorpora; órganos antiguos, percusiones afro-cubanas y coros gospel. También trabajó una vez más con los compañeros Matt Chamberlain, a la batería, y Jon Evans, a la guitarra. El CD incluye una colaboración con Damien Rice, cantante y compositor irlandés, en «The Power of Orange Knickers».
El álbum es el quinto de la cantante en debutar dentro de las 10 primeras posiciones del Billboard 200. Esto posiciona a Tori Amos en una élite de mujeres como: Mary J. Blige, Mariah Carey, Celine Dion, Janet Jackson, Madonna, LeAnn Rimes, Britney Spears and Barbra Streisand que han llegado a tener cinco o más álbumes en el Top Ten inmediatamente después de ser publicados.

## Concepto del álbum
En palabras de la compositora el álbum «es una alegoría acerca de una tormenta y una mujer atravesándola. No es estrictamente una autobiografía», aunque Amos admite que «si no estuviera relacionado con él de alguna manera, no sería capaz de cantarlo». «Sin embargo hay mucho de estos tiempos que corren, acerca de encontrar la verdad en el fondo de las mentiras, mitología, manipulaciones políticas que han formado el paisaje cultural de Estados Unidos, hoy.»

### Jardines
Tori clasifica las canciones en jardines en la edición especial y en la edición especial limitada. A continuación su clasificación. Las canciones no están en el orden en el que aparecen en el CD sino en la clasificación que hace Tori Amos.
| Jardín                  | Canciones                    | Número de canción el álbum |
| ----------------------- | ---------------------------- | -------------------------- |
| Desert garden           | Barons of suburbia           | 5                          |
| Desert garden           | General joy                  | 7                          |
| Desert garden           | The beekeeper                | 14                         |
| Rock garden             | Hoochie woman                | 16                         |
| Rock garden             | Cars and guitars             | 10                         |
| Rock garden             | Witness                      | 11                         |
| Roses and thorns        | Sleeps with butterflies      | 6                          |
| Roses and thorns        | Marys of the sea             | 18                         |
| Roses and thorns        | Jamaica inn.                 | 4                          |
| The greenhouse          | Goodbye pisces               | 17                         |
| The greenhouse          | Ireland                      | 13                         |
| The greenhouse          | The power of orange knickers | 3                          |
| The greenhouse          | Parasol                      | 1                          |
| The orchard             | Mother revolution            | 8                          |
| The orchard             | Ribbons undone               | 10                         |
| The orchard             | Original sensuality          | 13                         |
| The orchard             | Garlands (en el DVD)         |                            |
| Elixirs and herbs       |                              |                            |
| Toast                   | 19                           |                            |
| Martha's foolish ginger | 15                           |                            |
| Sweet the sting         | 2                            |                            |

## Ediciones

### CD simple
Una versión del CD simple con las 19 canciones.

### CD/DVD

#### Edición especial
La edición especial del álbum está empaquetado en cartón blando y lleva un CD y un DVD. El libreto, adornado con fotos y con todas las letras de las canciones, excepto «Garldans», viene pegado a la tapa izquierda —vista desde el que lo abre—. En esa misma tapa hay una foto de Tori Amos sujetando lo que parece una abeja para hacer sombras chinescas. 
En la derecha queda el libreto con la clasificación en «jardines»: Roses and thorns, Herbs and elixirs, The desert garden, The greenhouse, The orchard and The rock garden. Una vez pasadas todas las hojas del libreto tenemos el CD y el DVD metidos en diferentes «compartimentos» de cartón. El DVD está pegado y detrás del CD, en cambio este último, se puede pasar de izquierda a derecha.
Para completar este concepto, la edición especial limitada incluye un paquete de semillas de flores silvestres, The beekeeper mix.
El DVD contiene cerca de 25 minutos de entrevistas donde Tori habla sobre las canciones y el origen de las mismas, así como un detrás de las cámaras de la sesión de fotos para The beekeeper. También contiene la canción adicional «Garlands» incluida en el libro exclusivo de Tori, Piece by piece, que suena mientras pueden observarse fotografías y texto.

## Lista de temas

### CD: disco 1
| N.º | Título                                                       | Duración |  |
| 1.  | «Parasol» (Tori Amos)                                        | 3:35     |  |
| 2.  | «Sweet the sting» (Tori Amos)                                | 4:14     |  |
| 3.  | «The power of orange knickers» (Tori Amos (con Damien Rice)) | 3:35     |  |
| 4.  | «Jamaica inn» (Tori Amos)                                    | 4:02     |  |
| 5.  | «Barons of suburbia» (Tori Amos)                             | 5:20     |  |
| 6.  | «Sleep with butterflies» (Tori Amos)                         | 3:35     |  |
| 7.  | «General joy» (Tori Amos)                                    | 4:12     |  |
| 8.  | «Mother revolution» (Tori Amos)                              | 3:58     |  |
| 9.  | «Ribbons undone» (Tori Amos)                                 | 4:30     |  |
| 10. | «Cars and guitars» (Tori Amos)                               | 4:44     |  |
| 11. | «Witness» (Tori Amos)                                        | 6:03     |  |
| 12. | «Original sinsuality» (Tori Amos)                            | 2:02     |  |
| 13. | «Ireland» (Tori Amos)                                        | 3:47     |  |
| 14. | «The beekeeper» (Tori Amos)                                  | 6:49     |  |
| 15. | «Martha's foolish ginger» (Tori Amos)                        | 4:21     |  |
| 16. | «Hochie woman» (Tori Amos)                                   | 2:34     |  |
| 17. | «Goodbye pisces» (Tori Amos)                                 | 3:36     |  |
| 18. | «Marys of the sea» (Tori Amos)                               | 5:08     |  |
| 19. | «Toast» (Tori Amos)                                          |          |  |

### DVD: disco 2
| N.º | Título                 | Duración |  |
| 1.  | «Garlands» (Tori Amos) |          |  |

## Sencillos promocionales
El álbum es el primero de Tori en el que no se lanzó ninguna cara b. Los sencillos fueron; «Sleep with butterflies», que se lanzó en la radio a principios de enero de 2005 en USA alcanzando el número 2 en la Triple A Radio Chart. Los siguientes singles; «Sweet the sting» y «Cars and guitars», fueron menos exitosos que el anterior pero lograron subir las ventas del CD. Los tres sencillos fueron exclusivamente promocionales, ningún sencillo se puso a la venta en las tiendas.

### Sweet the sting: el video
De acompañamiento a la canción «Sweet the sting» apareció un video. En él, Tori Amos aparece tocando el piano acompañada por un coro gospel.